# 卡萊爾·格林
卡莱尔·阿诺德·格林爵士（英語：Sir Carlyle Arnold Glean，1932年2月11日—2021年12月21日），格林纳达政治人物，2008年至2013年担任格林纳达总督。他曾在卡尔加里大学（BEd）和东盎格利亚大学（MA，1982）受教。1990年到1995年，他曾担任白拉斐政府的教育部长，此后退出政坛。

## 格林纳达总督
2008年，格林被格林纳达女王伊丽莎白二世任命为格林纳达总督。
他的任期到2013年结束，由塞茜爾·拉格雷納德接任。

## 荣誉

### 英联邦荣誉
- —— 英国：聖米迦勒及聖喬治大十字勳章（GCMG）